# David Childs
David Magie Childs (* 1. April 1941 in Princeton, New Jersey; † 26. März 2025 in Pelham, New York) war ein US-amerikanischer Architekt. Childs arbeitete für das Architekturbüro Skidmore, Owings and Merrill (SOM) in New York. Unter anderem entwickelte er die Konstruktionen  für das One World Trade Center, Hauptgebäude im neuen World Trade Center in New York City.

## Lebenslauf
Childs besuchte das Yale College und die Yale School of Art and Architecture. 1971 ging er nach Washington, D.C. zu Skidmore, Owings and Merrill, einem der weltweit größten Architekturbüros. Von 1975 bis 1981 gehörte er auch der „Nationalen Planungskommission“ (National Capital Planning Commission) an. Privat ist er Mitglied der American Academy in Rome, des Museum of Modern Art, der Municipal Art Society, der New York City Partnership und des National Building Museum. Außerdem gehört er dem American Institute of Architects an.
1984 wechselte Childs in das New Yorker Büro von SOM, wo er seitdem eine Reihe bedeutender Projekte realisiert hat (→ Liste). International war er z. B. am Ben Gurion International Airport in Tel Aviv, dem West Ferry Circus in London und der US-Botschaft in Ottawa beteiligt.
Zuletzt war er maßgeblich am Bau des One World Trade Centers, das die Stelle des World Trade Centers in New York einnimmt, beteiligt. In einem internen Machtkampf hat er sich klar gegen Daniel Libeskind durchgesetzt, was international ein breites Medienecho gefunden hat. Libeskind hatte mit dem ursprünglichen Entwurf für die Wiederbebauung des World Trade Center Areals einen Architekturwettbewerb gewonnen. Childs hat das von Libeskind entworfene Gebäude in seinem Design stark verändert, wobei jedoch das Gesamtkonzept von einer Gedenkstätte und mehreren Wolkenkratzern erhalten geblieben ist.

## Architekturprojekte

### Washington
- National Geographic Headquarters Building
- 1300 New York Avenue
- Die Hotels Four Seasons, Regent und Hyatt
- Die Erweiterung des Hauptterminals am Flughafen Dulles Airport

### New York
- Worldwide Plaza
- 383 Madison Avenue
- 450 Lexington Avenue
- Bertelsmann Building am Times Square
- New Yorker Handelsbörse
- Ankunftshalle des John F. Kennedy International Airport
- 7 World Trade Center
- Times Square Tower
- Time Warner Center
- One World Trade Center

### In Planung / Im Bau
- Neue New Yorker Börse
- New Pennsylvania Station
- Renovierung des Lever House

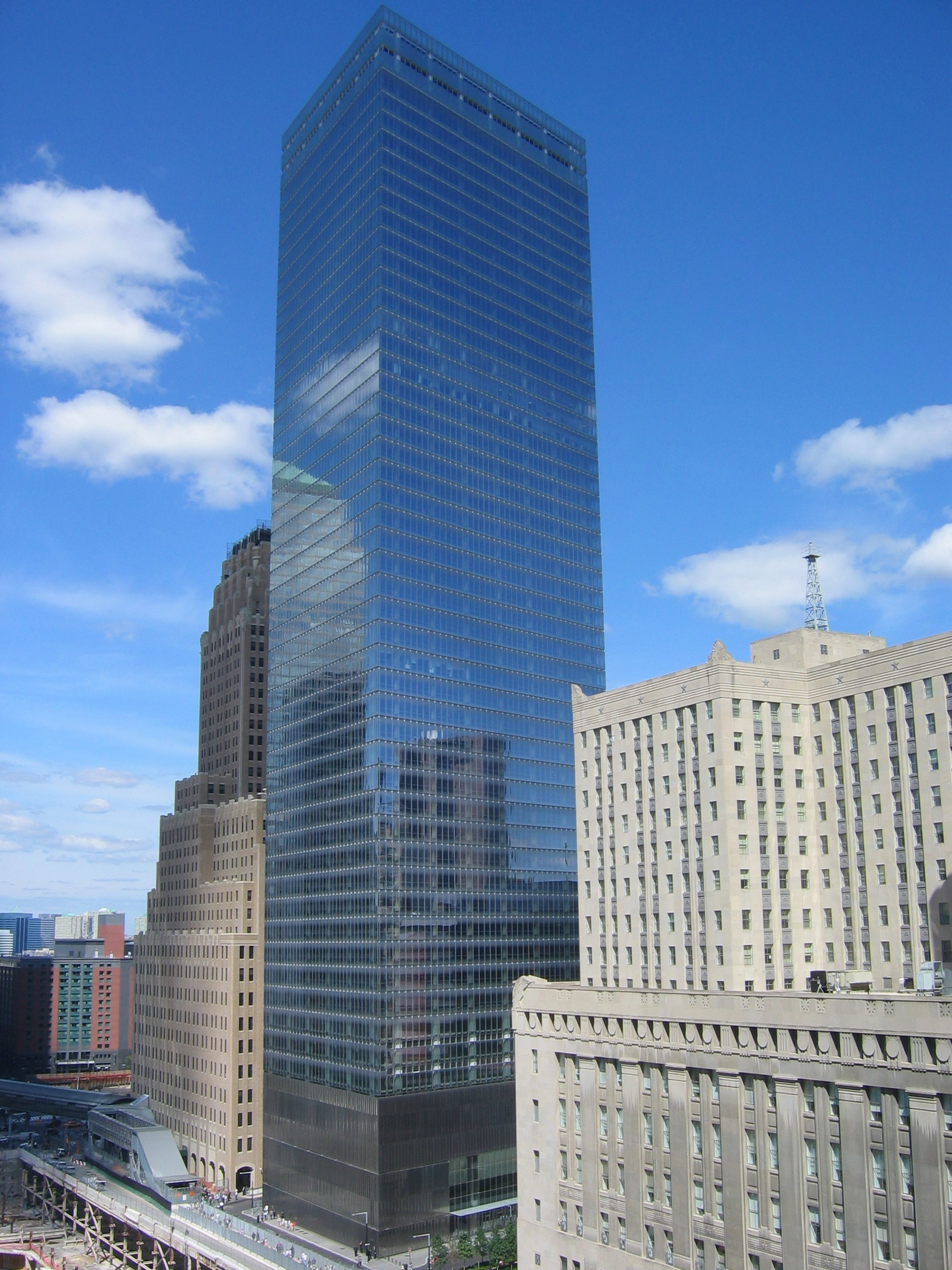
7 World Trade Center
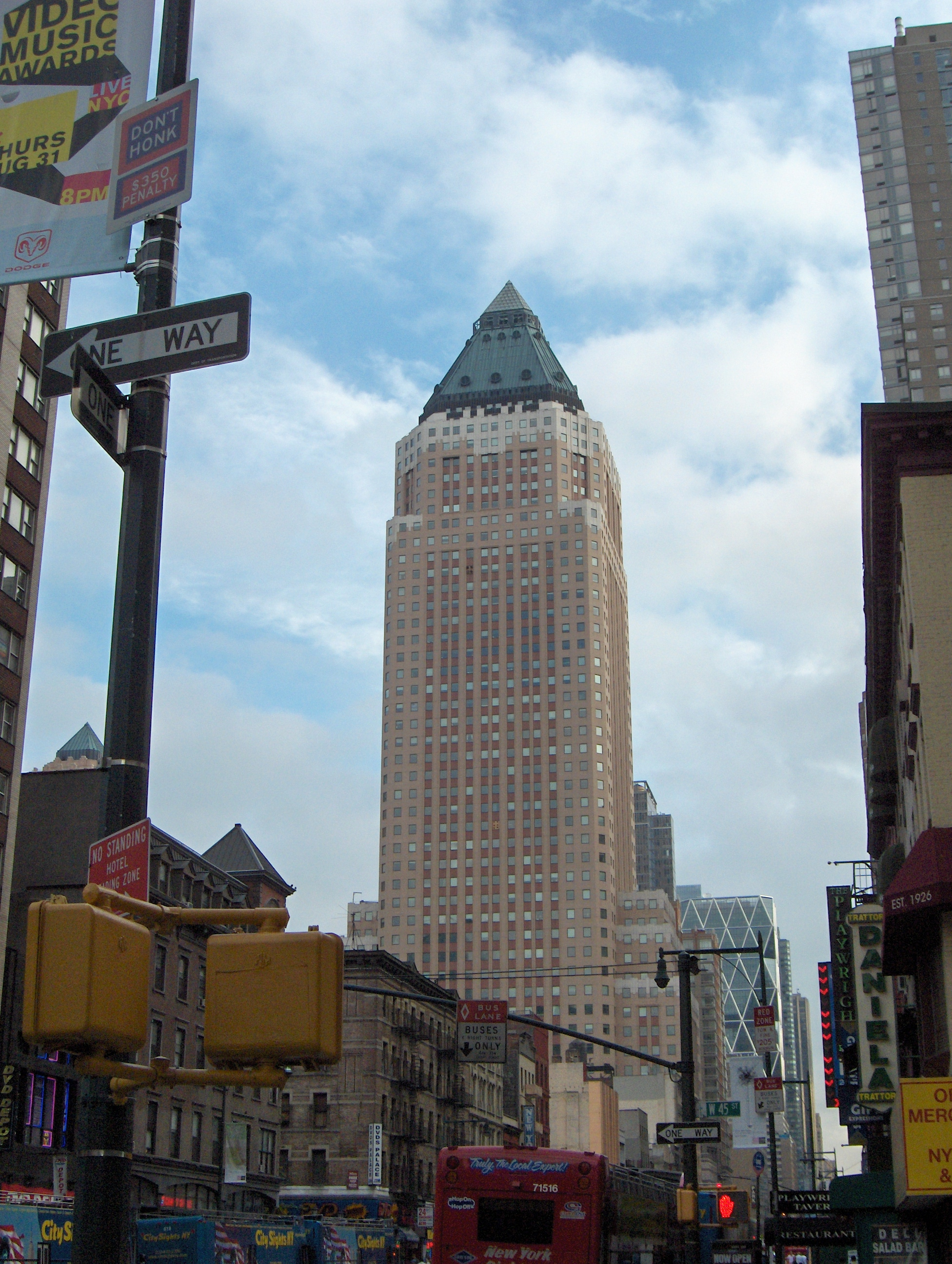
One Worldwide Plaza
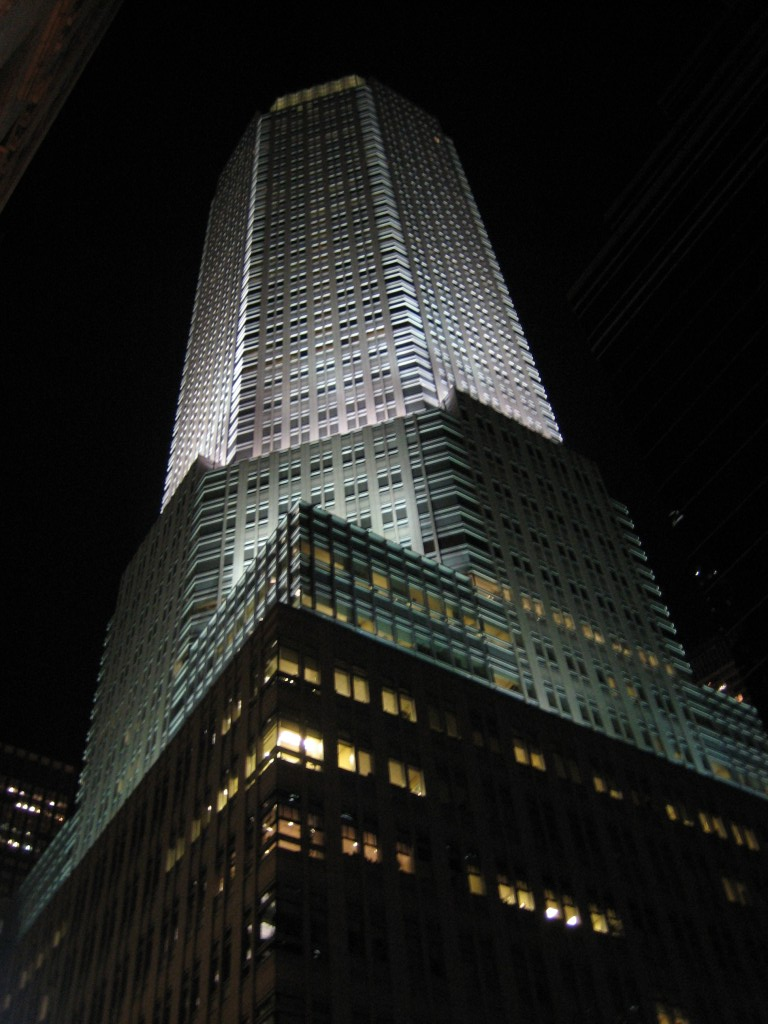
383 Madison Avenue bei Nacht
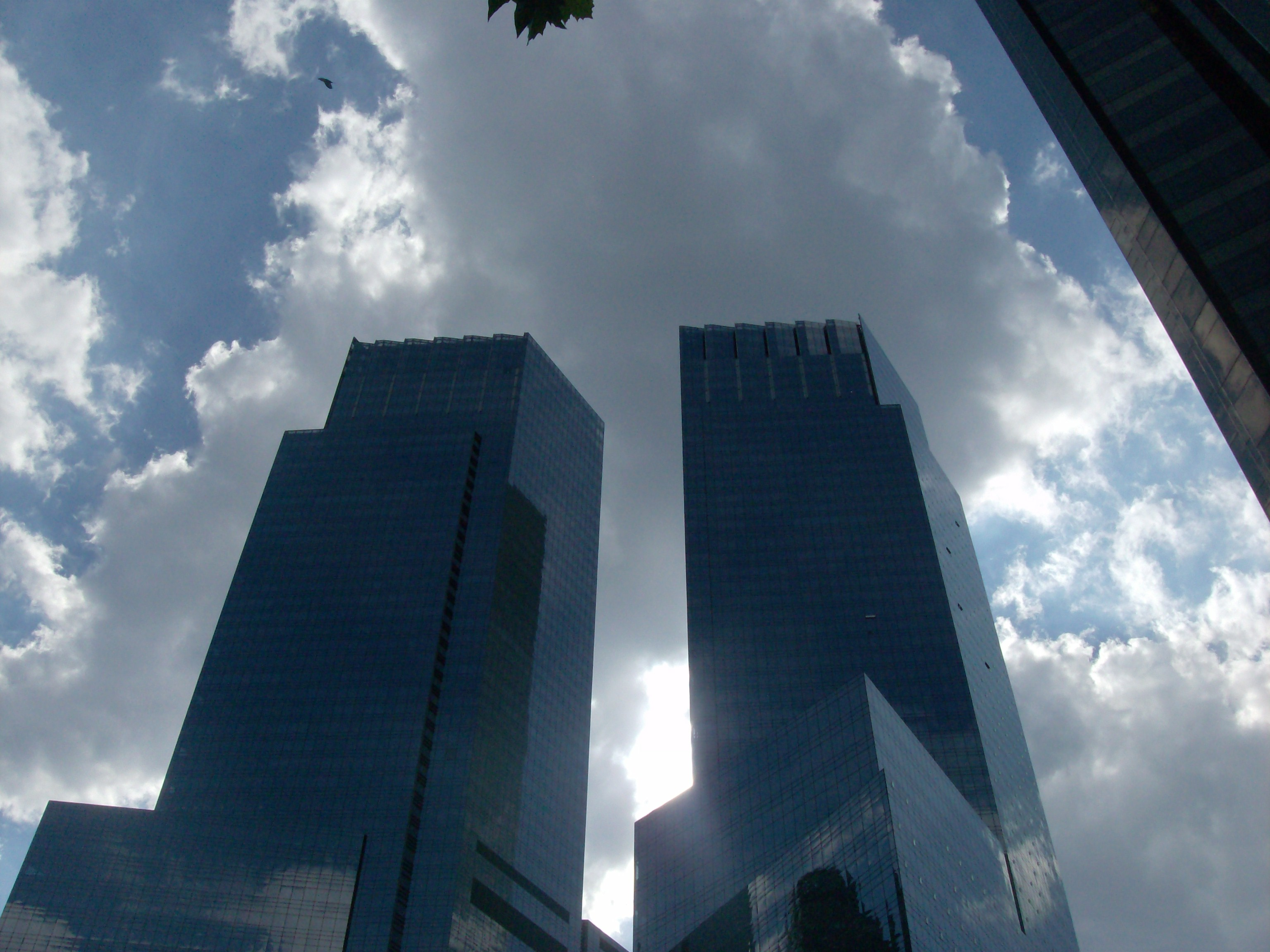
Time Warner Center
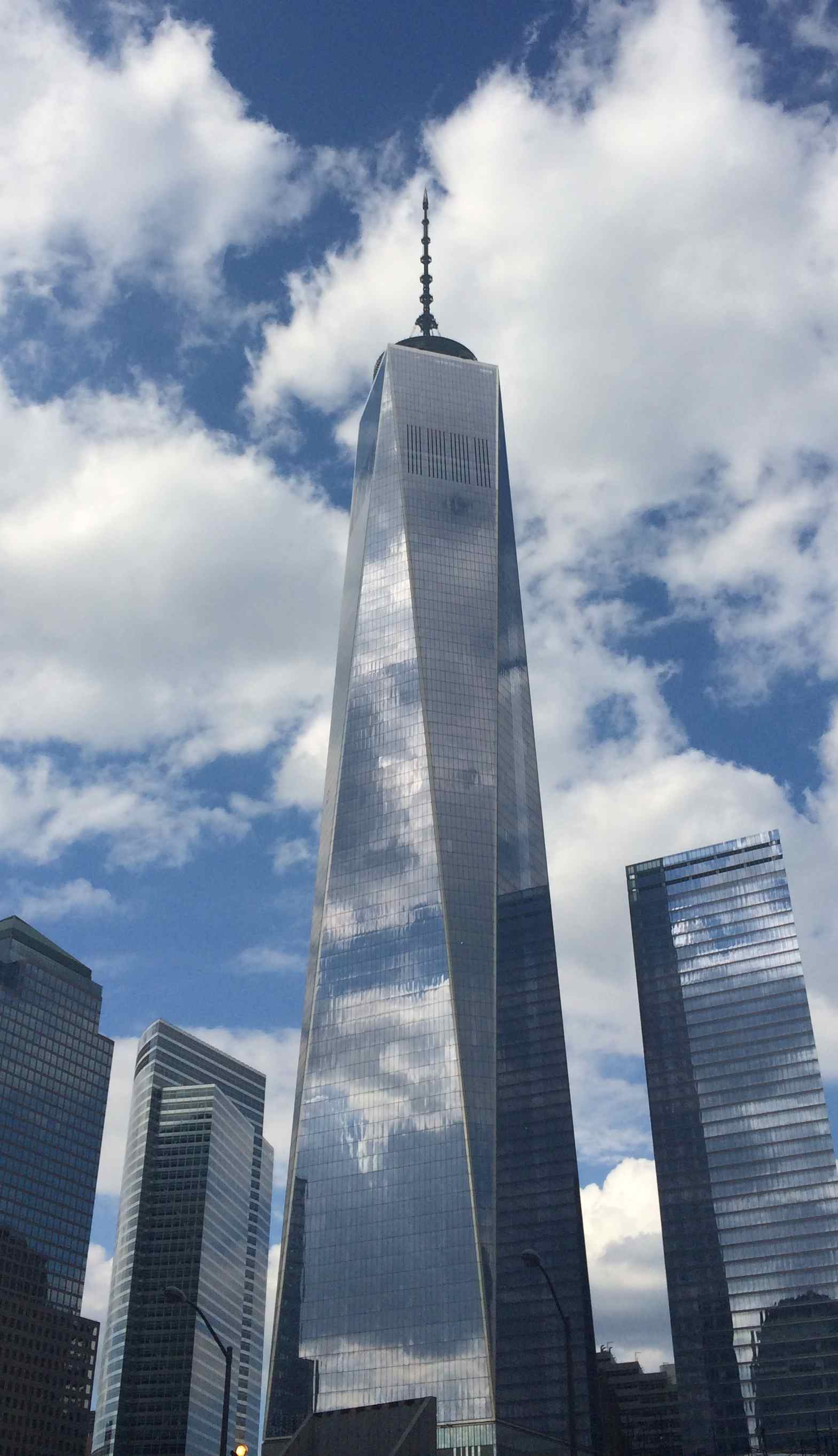
One World Trade Center

## Einzelnachweis
1. ↑  David M. Childs, Skyline-Shaping Architect, Dies at 83. In: nytimes.com. 28. März 2025, abgerufen am 28. März 2025 (englisch).

| Personendaten    | Personendaten                            |
| ---------------- | ---------------------------------------- |
| NAME             | Childs, David                            |
| ALTERNATIVNAMEN  | Childs, David Magie (vollständiger Name) |
| KURZBESCHREIBUNG | US-amerikanischer Architekt              |
| GEBURTSDATUM     | 1. April 1941                            |
| GEBURTSORT       | Princeton, New Jersey                    |
| STERBEDATUM      | 26. März 2025                            |
| STERBEORT        | Pelham, New York                         |